# جي. غوردون سترونج
جي. غوردون سترونج (بالإنجليزية: G. Gordon Strong)‏ هو شخصية أعمال أمريكي، ولد في 28 ديسمبر 1913، وتوفي في 13 نوفمبر 2006 بسبب ذات الرئة.